# Cheiraster weberi
Cheiraster weberi är en sjöstjärneart som beskrevs av Doderlein 1921. Cheiraster weberi ingår i släktet Cheiraster och familjen nålsjöstjärnor. Inga underarter finns listade i Catalogue of Life.